# Adesmia propinqua
Adesmia propinqua är en ärtväxtart som beskrevs av Dominique Clos. Adesmia propinqua ingår i släktet Adesmia och familjen ärtväxter. Inga underarter finns listade i Catalogue of Life.